# Bertrand Blier
Bertrand Blier (Boulogne-Billancourt, 14 de março de 1939 – Paris, 20 de janeiro de 2025) foi um diretor de cinema e escritor francês. Seu filme de 1978 Get Out Your Handkerchiefs ganhou o Oscar de Melhor Filme Estrangeiro na 51ª edição do Oscar.

## Carreira
Seu filme de 1996, Mon Homme, foi inscrito no 46º Festival Internacional de Cinema de Berlim.  Seu filme de 2005, How Much Do You Love Me? foi inscrito no 28º Festival Internacional de Cinema de Moscou, onde ganhou o Silver George de Melhor Diretor.
Uma defesa do trabalho de Blier até 2000 foi escrita por Sue Harris, Queen Mary College, Londres e publicada em 2001 pela Manchester University Press.

## Vida pessoal e morte
Blier era filho de Gisèle Brunet e do ator Bernard Blier. Com sua ex-esposa Françoise, com quem foi casado por vinte anos, teve uma filha chamada Béatrice. Ele também teve um filho, Léonard, nascido em 1993, com a atriz Anouk Grinberg. Ele foi casado com a atriz Farida Rahouadj, com quem teve uma filha chamada Leila.

Blier morreu em sua residência em Paris, no dia 20 de janeiro de 2025, aos 85 anos.

## Filmografia
Como realizador
- Les acteurs (2000)
- Mon homme (1996)
- Un, deux, trois, soleil (1993)
- "Merci la vie" (1991)
- Trop belle pour toi (1989)
- Tenue de soirée (1986)
- Notre histoire (1984)
- La femme de mon pote (1983)
- Beau-père (1981)
- Buffet froid (1979)
- Préparez vos mouchoirs (1978)
- Calmos (1976)
- Les valseuses (1974)
- Si j'étais un espion (1967)
- La grimace (1966)
- Hitler, connais pas (1963)